# Sweethearts
Sweethearts (Brasil: Canção de Amor / Portugal: Namorados) é um filme norte-americano de 1938, do gênero musical, dirigido por W. S. Van Dyke e estrelado por Jeanette MacDonald e Nelson Eddy.

## Notas sobre a produção

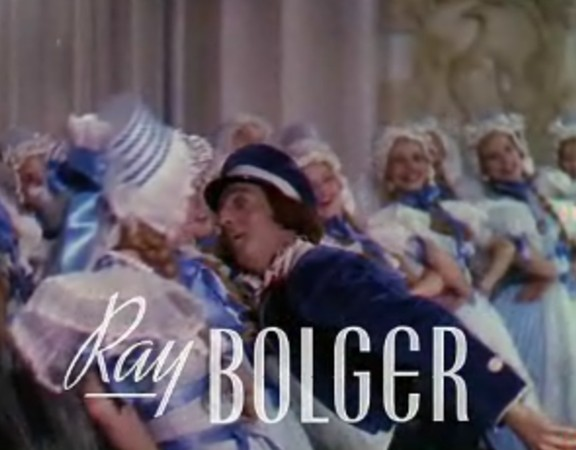
Ray Bolger em ação no trailer do filme.

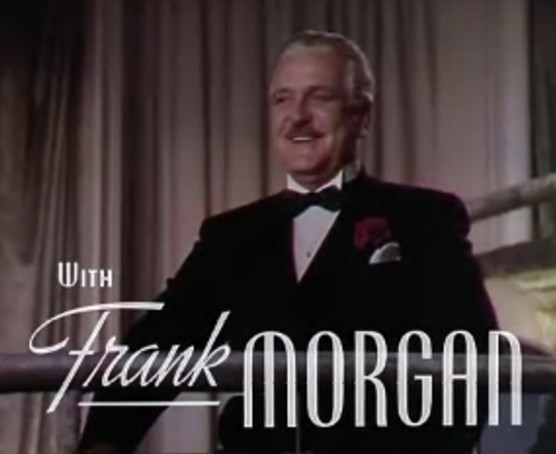
Frank Morgan no trailer do filme.

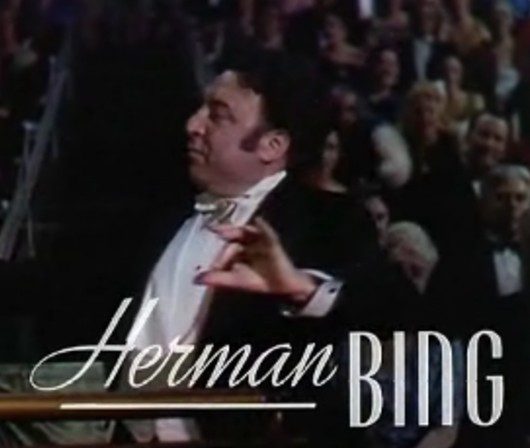
Herman Bing no trailer do filme.

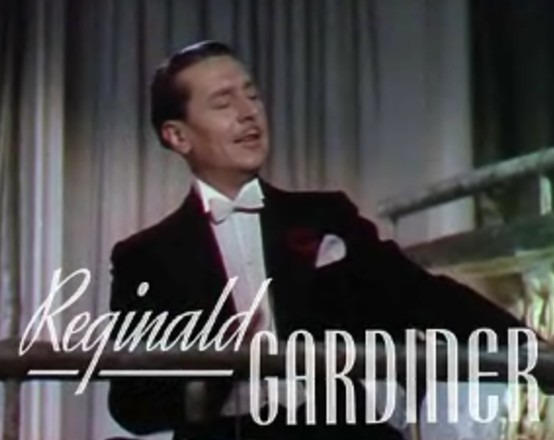
Reginald Gardiner no trailer do filme.